# 1952年オックスフォード大学ラグビー部の日本遠征
1952年オックスフォード大学ラグビー部の日本遠征では、1952年9月から10月にかけてオックスフォード大学ラグビー部が日本に遠征し日本代表とのテストマッチ2試合を含む計7試合が組まれた。

## 試合日程・結果
| 日時          | 会場                       | ホーム               | スコア | アウェイ             |
| ------------- | -------------------------- | -------------------- | ------ | -------------------- |
| 1952年9月14日 | 東京ラグビー場（東京都）   | 慶應義塾大学         | 6-28   | オックスフォード大学 |
| 1952年9月17日 | 東京ラグビー場（東京都）   | 早稲田大学           | 8-11   | オックスフォード大学 |
| 1952年9月20日 | 東京ラグビー場（東京都）   | 明治大学             | 3-20   | オックスフォード大学 |
| 1952年9月23日 | 西京極競技場（京都府）     | 関大・同大・京大連合 | 8-42   | オックスフォード大学 |
| 1952年9月28日 | 平和台陸上競技場（福岡県） | 九州代表             | 0-43   | オックスフォード大学 |
| 1952年10月1日 | 花園ラグビー場（大阪府）   | 日本                 | 0-35   | オックスフォード大学 |
| 1952年10月5日 | 東京ラグビー場（東京都）   | 日本                 | 0-52   | オックスフォード大学 |

## 遠征メンバー
オックスフォード大学ラグビー部は以下のメンバーで来日した。
スタッフ:
- 監督: W・G・バー
- レフリー: S・M・ダフ

選手:
- ジャイルス・ブラード（英語版）
- ジョン・マーシャル
- クリス・サンダース
- トレヴァー・ブルーアー（英語版）（ ウェールズ代表選手）
- アラン・クーパー
- ルイス・カネル（ イングランド代表選手）
- デビッド・ポラード
- ケン・スペンス（英語版）（ スコットランド代表選手）
- ブライアン・ブーブバイヤー（英語版）（ イングランド代表選手）
- パット・マクラクラン（英語版）
- デニス・ホルマン
- ダグラス・ベーカー（英語版）
- リチャード・ウィン
- ニーゲル・クリーズ
- ブルース・トムソン（英語版）
- スコット・ウォーザースプーン
- クリス・グリフィス
- マイク・ウォーカー（英語版）（ スコットランド代表選手）
- A・G・M・スミス
- ユアン・ファーガソン
- ダドレー・ウッド
- ジョン・ウィンペリス
- デビッド・デービス
- ジェフ・ワイデル

## 試合一覧
第1戦
| 1952年9月14日 16:00 | 慶應義塾大学 | 6-28 | オックスフォード大学 | 東京ラグビー場（東京都） 観客数: 20,000人 レフリー: S・M・ダフ |
| 1952年9月14日 16:00 | レポート     |      |                      | 東京ラグビー場（東京都） 観客数: 20,000人 レフリー: S・M・ダフ |

第2戦
| 1952年9月17日 16:00 | 早稲田大学 | 8-11 | オックスフォード大学 | 東京ラグビー場（東京都） レフリー: S・M・ダフ |
| 1952年9月17日 16:00 | レポート   |      |                      | 東京ラグビー場（東京都） レフリー: S・M・ダフ |

第3戦
| 1952年9月20日 16:00 | 明治大学 | 3-20 | オックスフォード大学 | 東京ラグビー場（東京都） レフリー: S・M・ダフ |
| 1952年9月20日 16:00 | レポート |      |                      | 東京ラグビー場（東京都） レフリー: S・M・ダフ |

第4戦
| 1952年9月23日 15:30 | 関大・同大・京大連合 | 8-42 | オックスフォード大学 | 西京極競技場（京都府） レフリー: S・M・ダフ |
| 1952年9月23日 15:30 | レポート             |      |                      | 西京極競技場（京都府） レフリー: S・M・ダフ |

第5戦
| 1952年9月28日 16:00 | 九州代表 | 0-43 | オックスフォード大学 | 平和台陸上競技場（福岡県） レフリー: S・M・ダフ |
| 1952年9月28日 16:00 | レポート |      |                      | 平和台陸上競技場（福岡県） レフリー: S・M・ダフ |

第6戦（テストマッチ）
| 1952年10月1日 15:30 | 日本     | 0-35 | オックスフォード大学 | 花園ラグビー場（大阪府） レフリー: S・M・ダフ |
| 1952年10月1日 15:30 | レポート |      |                      | 花園ラグビー場（大阪府） レフリー: S・M・ダフ |

|  | 15 | 佐藤英彦   |
|  | 14 | 横岩玄平   |
|  | 13 | 大塚卓夫   |
|  | 12 | 小山昭一郎 |
|  | 11 | 青木良昭   |
|  | 10 | 柴垣復生   |
|  | 9  | 門戸良太郎 |
|  | 8  | 広畠登     |
|  | 7  | 高橋勇作   |
|  | 6  | 藤井厚     |
|  | 5  | 橋本晋一   |
|  | 4  | 田中昭     |
|  | 3  | 斎藤尞     |
|  | 2  | 中島義信   |
|  | 1  | 関川哲男   |

|  | 15 | クリス・サンダース         |
|  | 14 | アラン・クーパー           |
|  | 13 | ルイス・カネル             |
|  | 12 | ブライアン・ブーブバイヤー |
|  | 11 | デビッド・ポラード         |
|  | 10 | リチャード・ウィン         |
|  | 9  | ケン・スペンス             |
|  | 8  | ダドレー・ウッド           |
|  | 7  | デビッド・デービス         |
|  | 6  | ジャイルス・ブラード       |
|  | 5  | ユアン・ファーガソン       |
|  | 4  | ジョン・ウィンペリス       |
|  | 3  | クリス・グリフィス         |
|  | 2  | ニーゲル・クリーズ         |
|  | 1  | A・G・M・スミス            |

第7戦（テストマッチ）
| 1952年10月5日 15:00 | 日本     | 0-52 | オックスフォード大学 | 東京ラグビー場（東京都） レフリー: 高橋勇作 |
| 1952年10月5日 15:00 | レポート |      |                      | 東京ラグビー場（東京都） レフリー: 高橋勇作 |

|  | 15 | 佐藤英彦 |
|  | 14 | 横岩玄平 |
|  | 13 | 渡部昭彦 |
|  | 12 | 今村隆一 |
|  | 11 | 青木良昭 |
|  | 10 | 松岡晴夫 |
|  | 9  | 土屋英明 |
|  | 8  | 大和貞   |
|  | 7  | 田中昭   |
|  | 6  | 土屋俊明 |
|  | 5  | 橋本晋一 |
|  | 4  | 竹谷武   |
|  | 3  | 斎藤尞   |
|  | 2  | 中島義信 |
|  | 1  | 夏井末春 |

|  | 15 | ジョン・マーシャル           |
|  | 14 | トレヴァー・ブルーアー       |
|  | 13 | ルイス・カネル               |
|  | 12 | ブライアン・ブーブバイヤー   |
|  | 11 | デビッド・ポラード           |
|  | 10 | ダグラス・ベーカー           |
|  | 9  | パット・マクラクラン         |
|  | 8  | ジェフ・ワイデル             |
|  | 7  | デビッド・デービス           |
|  | 6  | ジャイルス・ブラード         |
|  | 5  | マイク・ウォーカー           |
|  | 4  | ジョン・ウィンペリス         |
|  | 3  | クリス・グリフィス           |
|  | 2  | スコット・ウォーザースプーン |
|  | 1  | ブルース・トムソン           |